# Cyrtandra amplifolia
Cyrtandra amplifolia är en tvåhjärtbladig växtart som beskrevs av Rudolf Schlechter. Cyrtandra amplifolia ingår i släktet Cyrtandra och familjen Gesneriaceae. Inga underarter finns listade i Catalogue of Life.